# Sodrélia
Sodrélia é um distrito do município brasileiro de Santa Cruz do Rio Pardo, no interior do estado de São Paulo.

## História

### Origem
No dia 6 de abril de 1908, foi aberto pela Estrada de Ferro Sorocabana um ramal entre as cidades de Santa Cruz do Rio Pardo e Bernardino de Campos, por intermédio do prefeito santacruzense Francisco Sodré e da Câmara Municipal. No mesmo dia foi inaugurada a estação ferroviária Francisco Sodré nesse ramal.
Ao redor dessa estação, surgiu um pequeno bairro rural homônimo. Com o desenvolvimento da cafeicultura e a movimentação gerada pela ferrovia esse povoado expandiu-se, sendo elevado ao status de distrito.

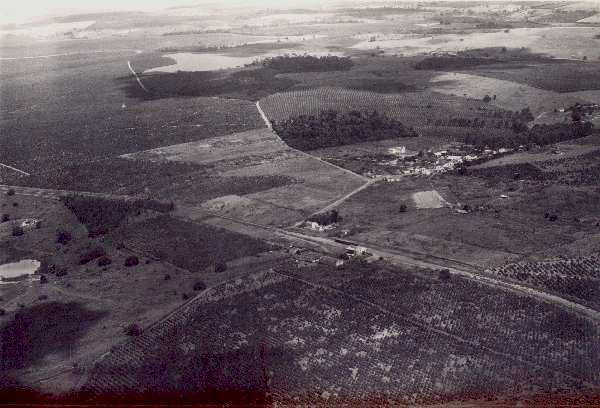
Vista aérea (década de 40).

O distrito recebeu esse nome em homenagem ao pai de Abreu Sodré, chamado Francisco Sodré, que foi o segundo prefeito de Santa Cruz do Rio Pardo e o responsável pela chegada dos trilhos da Estrada de Ferro Sorocabana.
No ano de 1966 houve o fim do ramal e a desativação da ferrovia. Mesmo assim o povoado conseguiu se manter, em vista das diversas fazendas e sítios localizados em suas proximidades. No entanto, a Geada Negra de 1975 assolou a região, ocasionando grandes perdas para os produtores de café locais, e consequentemente houve o êxodo rural e o declínio do distrito.
Atualmente, o distrito é muito modesto e pacato, destacando-se o alto número de aposentados.

### Formação administrativa
- Distrito policial de Sodrélia criado em 07/02/1928 no município de Santa Cruz do Rio Pardo[4].
- Distrito criado pela Lei nº 2.366 de 07/11/1929, com sede no distrito policial de Sodrélia[5].

## Geografia

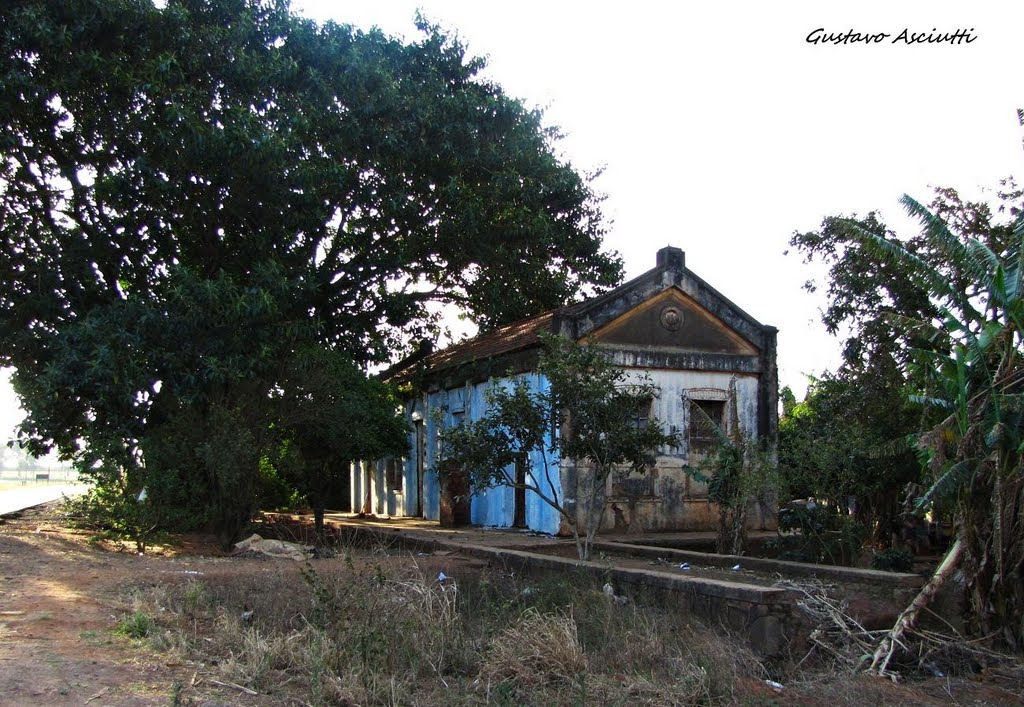
Antiga estação ferroviária.

### Demografia

#### População urbana
| Crescimento população urbana | Crescimento população urbana | Crescimento população urbana | Crescimento população urbana |
| Censo                        | Pop.                         |                              | %±                           |
| ---------------------------- | ---------------------------- | ---------------------------- | ---------------------------- |
| 1934                         | 187                          |                              |                              |
| 1940                         | 238                          |                              | 27,3%                        |
| 1950                         | 230                          |                              | −3,4%                        |
| 1960                         | 316                          |                              | 37,4%                        |
| 1970                         | 267                          |                              | −15,5%                       |
| 1980                         | 276                          |                              | 3,4%                         |
| 1991                         | 244                          |                              | −11,6%                       |
| 2000                         | 255                          |                              | 4,5%                         |
| 2010                         | 220                          |                              | −13,7%                       |
| Fonte: IBGE e Fundação SEADE |                              |                              |                              |

#### População total
Pelo Censo 2010 (IBGE) a população total do distrito era de 458 habitantes.

### Área territorial
A área territorial do distrito é de 54,581 km².

### Rodovias
O distrito localiza-se entre os municípios de Santa Cruz do Rio Pardo (11 km) e Bernardino de Campos (6 km), às margens da estrada vicinal Anísio Zacura.

### Topografia
A altitude de Sodrélia em relação ao nível do mar é de cerca de 623 metros.

## Serviços públicos

### Administração
- Subprefeitura de Sodrélia[9].

### Registro civil
Atualmente é feito na sede do município, pois o Cartório de Registro Civil das Pessoas Naturais do distrito foi extinto pela Resolução nº 1 de 29/12/1971 do Tribunal de Justiça do Estado de São Paulo e seu acervo foi recolhido ao cartório do distrito sede.

### Saúde
- Unidade de Saúde da Família "Sodrélia"[12].

### Saneamento
O serviço de abastecimento de água é feito pela Companhia de Saneamento Básico do Estado de São Paulo (SABESP).

### Energia
A responsável pelo abastecimento de energia elétrica é a CPFL Santa Cruz, distribuidora do grupo CPFL Energia.

### Telecomunicações
O distrito era atendido pela Telecomunicações de São Paulo (TELESP), que inaugurou a central telefônica utilizada até os dias atuais. Em 1998 esta empresa foi vendida para a Telefônica, que em 2012 adotou a marca Vivo para suas operações.

## Esportes
Em Sodrélia há o estádio Lúcio Casanova Netto. Nele costuma jogar a Associação Esportiva Sodreliense, possuindo duas categorias: "aspirante" e "titular", além de outros jogos de futebol a nível amador, como categorias de veteranos.   

## Religião
O Cristianismo se faz presente no distrito da seguinte forma:

### Igreja Católica
- A igreja faz parte da Diocese de Ourinhos[20].

### Igrejas Evangélicas
- Congregação Cristã no Brasil[21].